# Городская транспортная компания «Белград»
Городская транспортная компания «Белград» (серб. Градско саобраћајно предузеће „Београд“) — предприятие общественного транспорта в Белграде, выполняющее городские перевозки автобусами, троллейбусами и трамваями.
Датой основания белградской транспортной компании считается 14 октября 1892 года, когда в городе запустили первый конный трамвай между площадями Славия и Теразие — линия получила название «Белградской городской железной дороги». Первый автобусный маршрут открылся в 1925 году. Во время Второй мировой войны в результате бомбардировок транспортной системе был нанесён значительный ущерб, город потерял 38 трамваев, 36 прицепов и 10 автобусов. По окончании войны транспортную компанию переименовали в Департамент светофоров и исполнительный комитет города Белграда. Транспортная сеть на тот момент включала четыре трамвайных линии и три автобусных маршрута, тогда как общее количество задействованных машин составляло 58 единиц.
Начиная с 1947 года в городе действовала первая троллейбусная линия, к 1955 году число линий возросло до 47. В 1956 году введены в эксплуатацию первые троллейбусы отечественного производства марки «Гоша». В 1961 году были закуплены 160 автобусов британской автомобилестроительной компании «British Leyland». В 1970 году состоялась ещё одна крупная закупка, общее число использующихся транспортных средств увеличилось, таким образом, до 806 единиц.
В 1990 году решением городского совета создана единая Городская транспортная компания «Белград», публичная компания, в ведение которой отдано всё городское хозяйство столицы. Это время стало расцветом транспортной компании, ежедневно 1130 единиц техники перевозили более 2,5 млн пассажиров. Во время начавшегося в стране кризиса Совет Безопасности ООН наложил на Югославию жёсткие экономические санкции, в результате которых инвестиции в отрасль практически полностью прекратились и транспортное хозяйство пришло в упадок: в условиях резкого роста цен на топливо и запчасти руководству пришлось значительно повысить цены на тарифы и распродать часть автопарка. В результате нападения НАТО ситуация ещё больше усугубилась, компания вынуждена была существенно сократить число действовавших маршрутов и фактически оказалась на грани банкротства.
Тем не менее, в начале 2000-х годов ситуация постепенно начала налаживаться, компания заключила долгосрочный контракт на поставку автобусов фирмы Ikarbus, часть автопарка пополнилась за счёт благотворительных фондов, и вскоре по количеству действующих маршрутов предприятию удалось выйти на довоенный уровень.

В настоящее время ГСП «Белград» успешно развивается на территории всего города, активно сотрудничает с небольшими транспортными компаниями, используя единую интегрированную тарифную систему. Пассажиры приобретают билеты либо в специальных киосках, либо непосредственно у водителей во время посадки. В соответствии с принятым тарифным планом город условно разделён на две зоны, первая зона покрывает центральную густонаселённую область, тогда как вторая охватывает её по периметру и действует в основном в пригороде — цена за поездку повышается в том случае, если пассажир пересекает границу между двумя зонами. Возможно приобретение месячных проездных билетов со скидками для служащих компании, студентов, инвалидов и пенсионеров. На данный момент компания осуществляет движение по 145 маршрутам, из них 12 трамвайных, 8 троллейбусных и 125 автобусных. Большинство маршрутов работают с четырёх часов утра до полуночи, есть некоторое количество ночных маршрутов, но цена на них несколько выше по сравнению с дневными. ГСП также оперирует школьными автобусами и специализированным транспортом для людей с ограниченными возможностями. Компания имеет в парке около тысячи единиц техники со средним сроком службы в восемь лет, в штате состоят примерно 5,9 тысяч сотрудников.

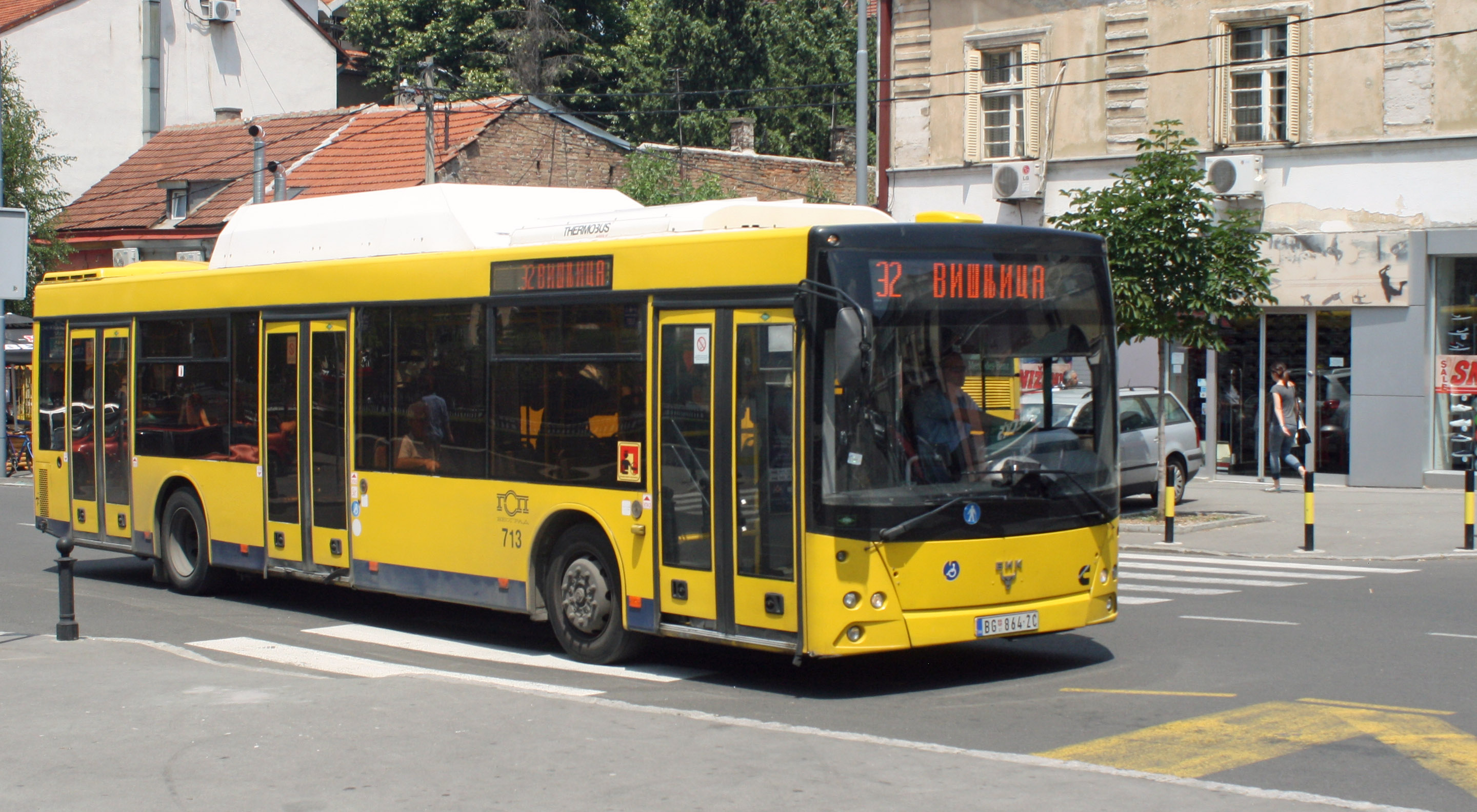
МАЗ-203.M76 , маршрут № 32
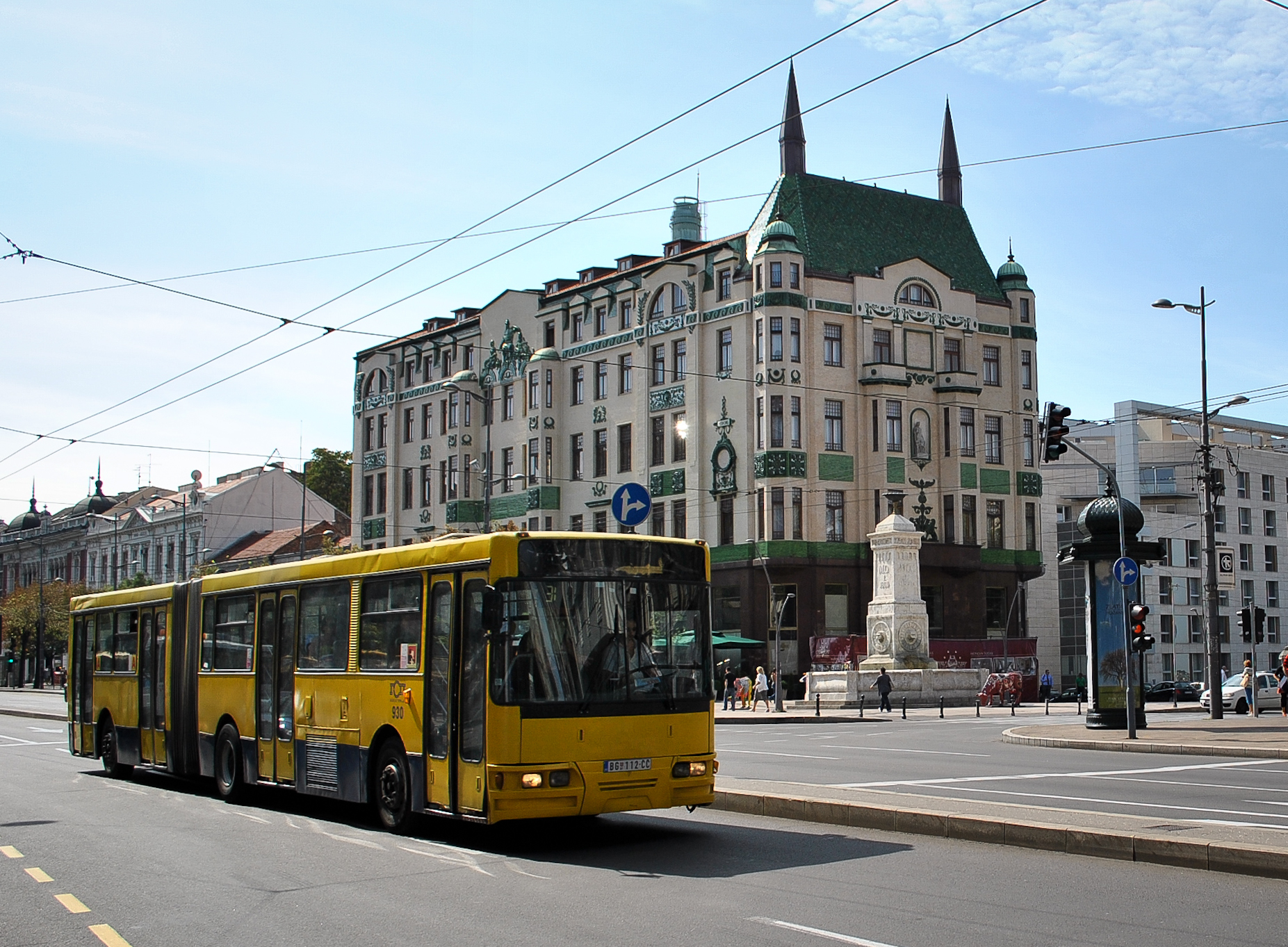
Ikarbus IK-201 на площади Теразие, маршрут № 31, 2011 год
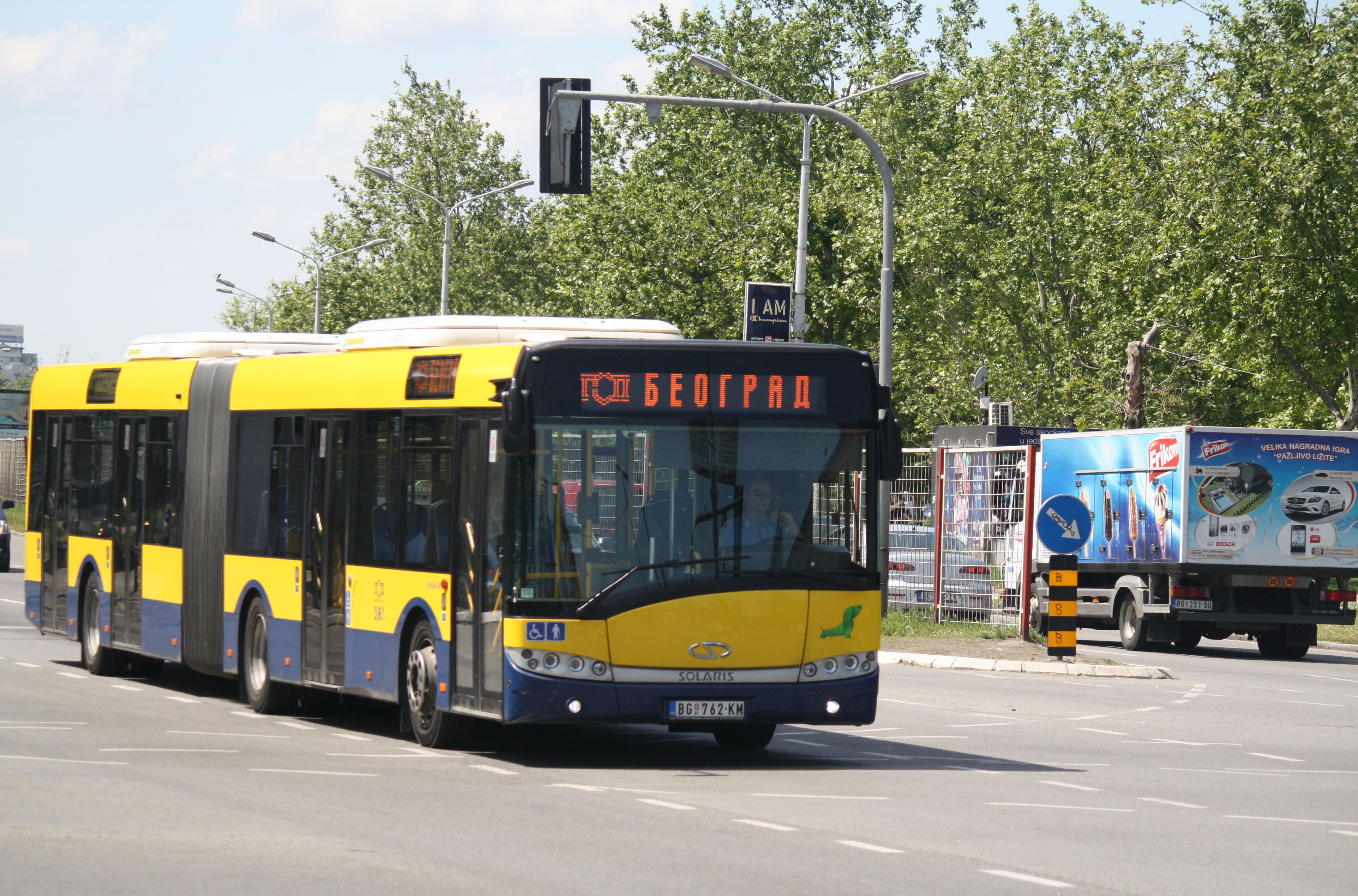
Solaris Urbino 18
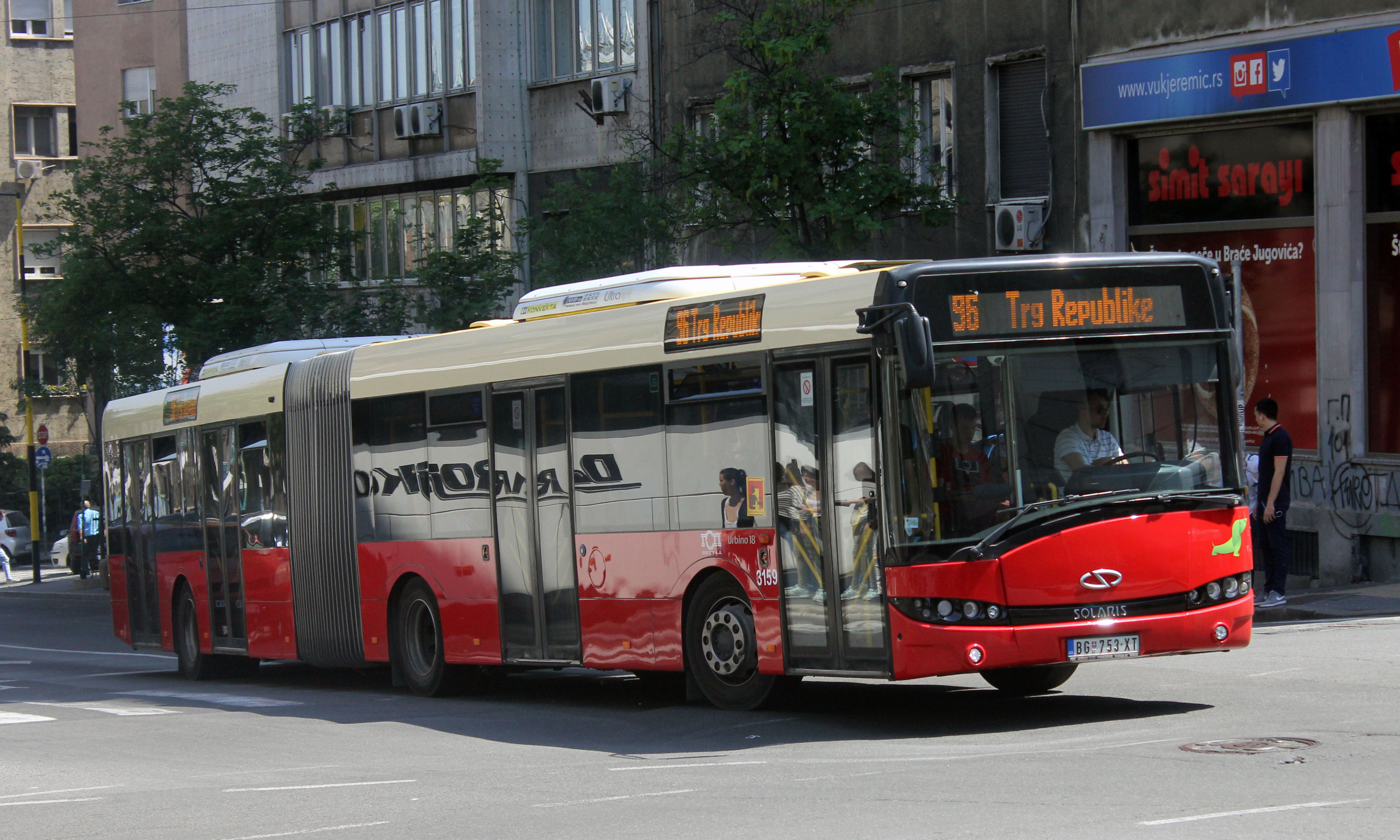
Solaris Urbino 18  в изменённой окраске, маршрут № 96
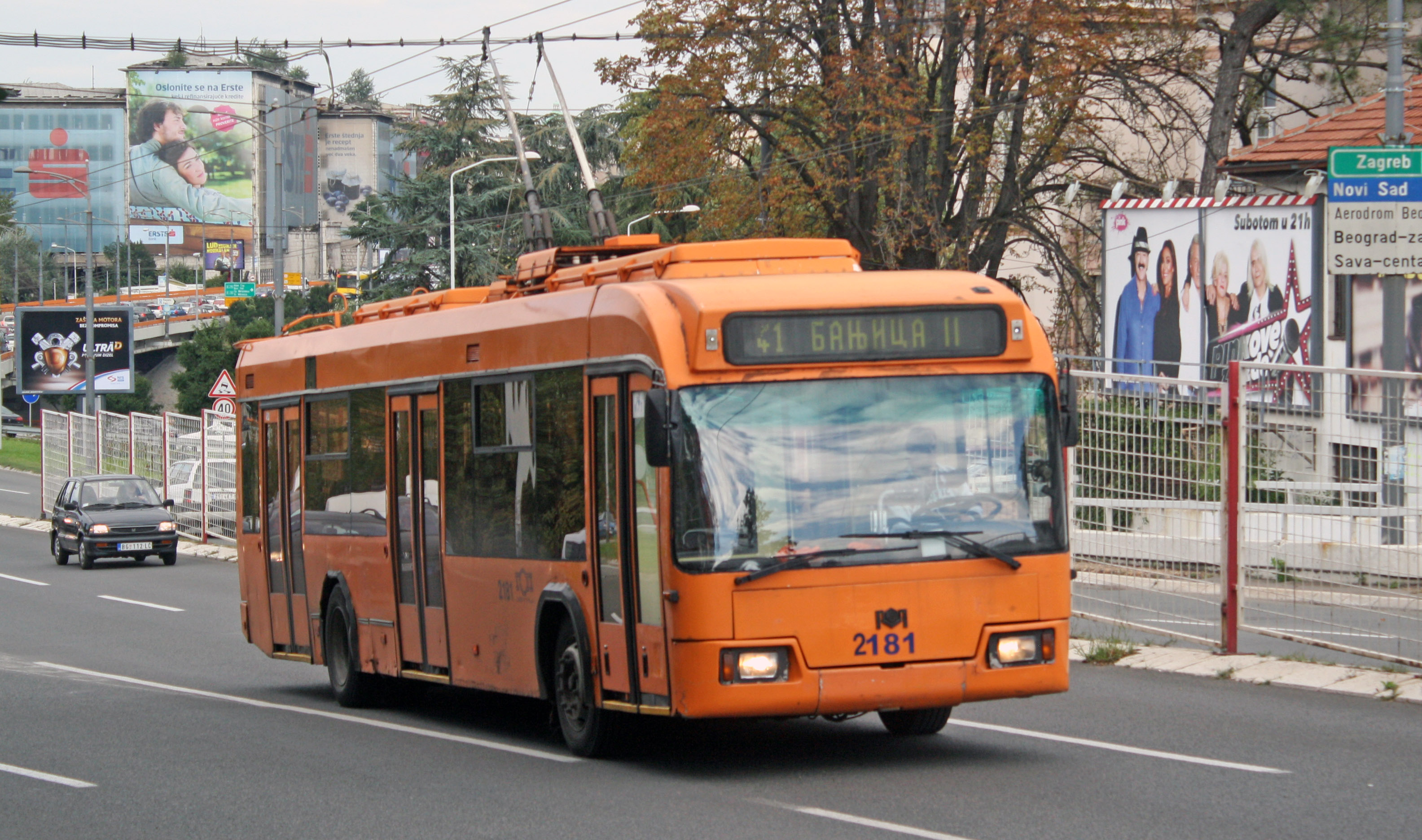
Троллейбус АКСМ-321  на маршруте № 41
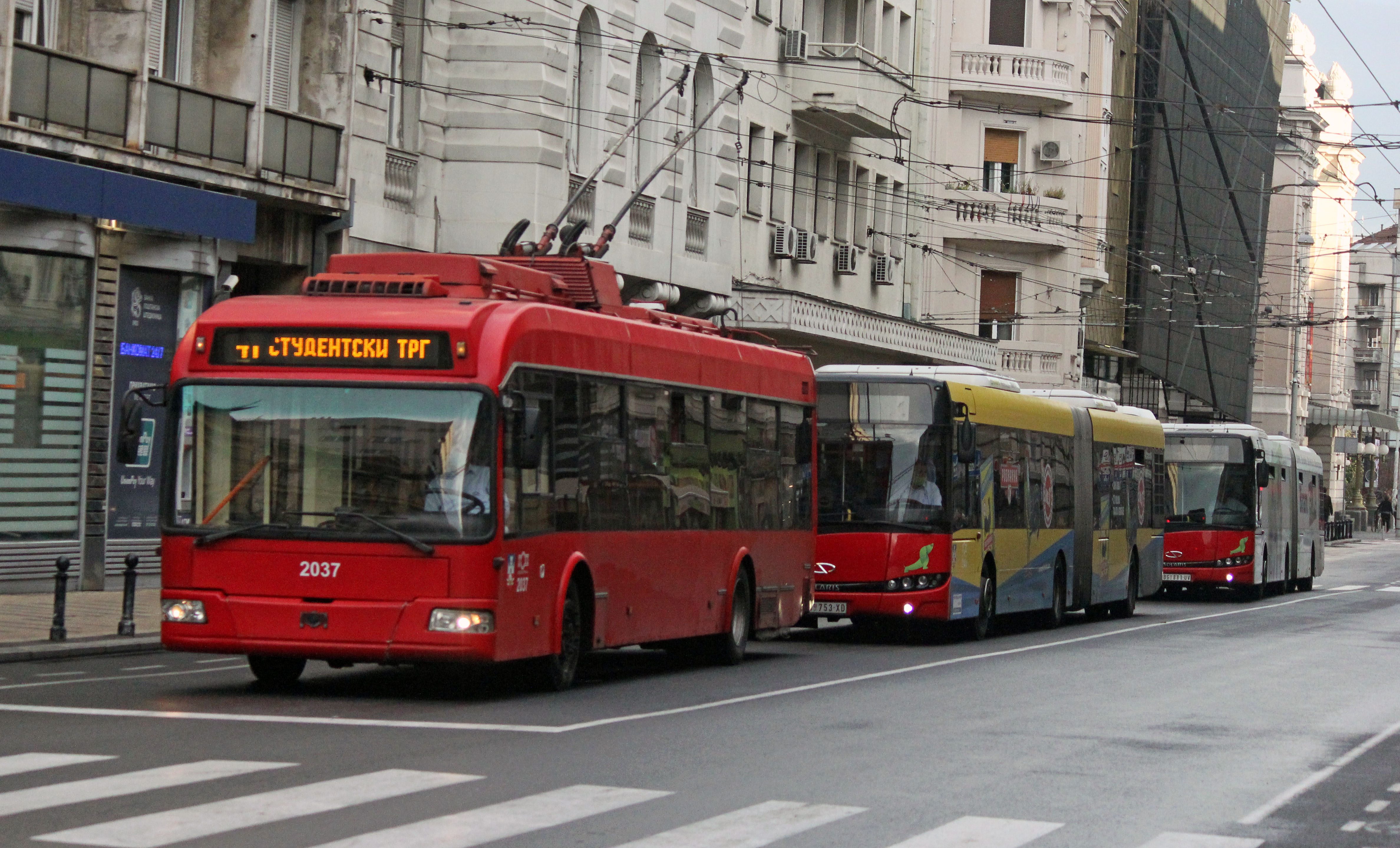
Троллейбус АКСМ-321  в изменённой окраске на маршруте № 41 и автобусы Solaris Urbino 18
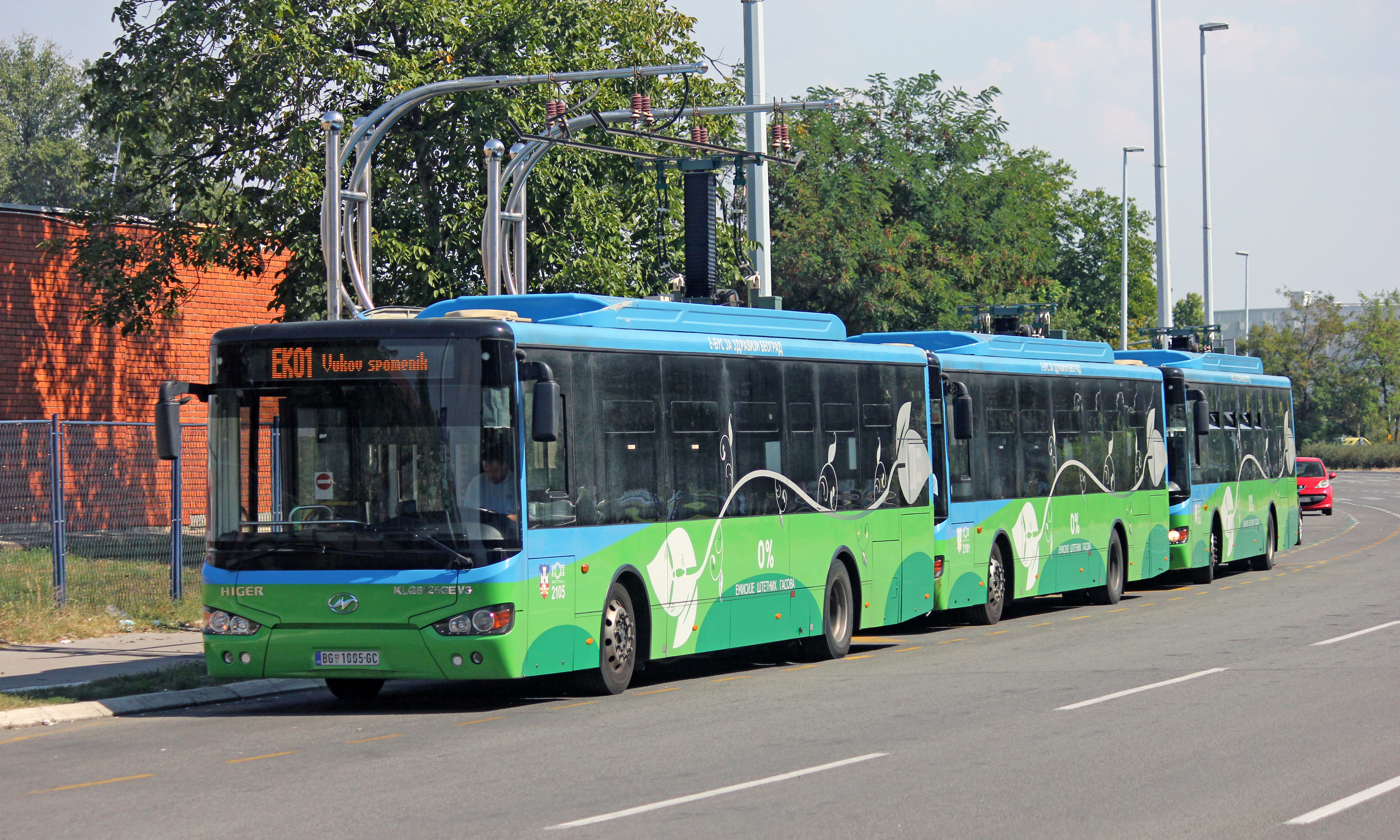
Электробусы Chariot Elbus[4] (Higer KLQ6125GEV3)  на маршруте № ЕКО1
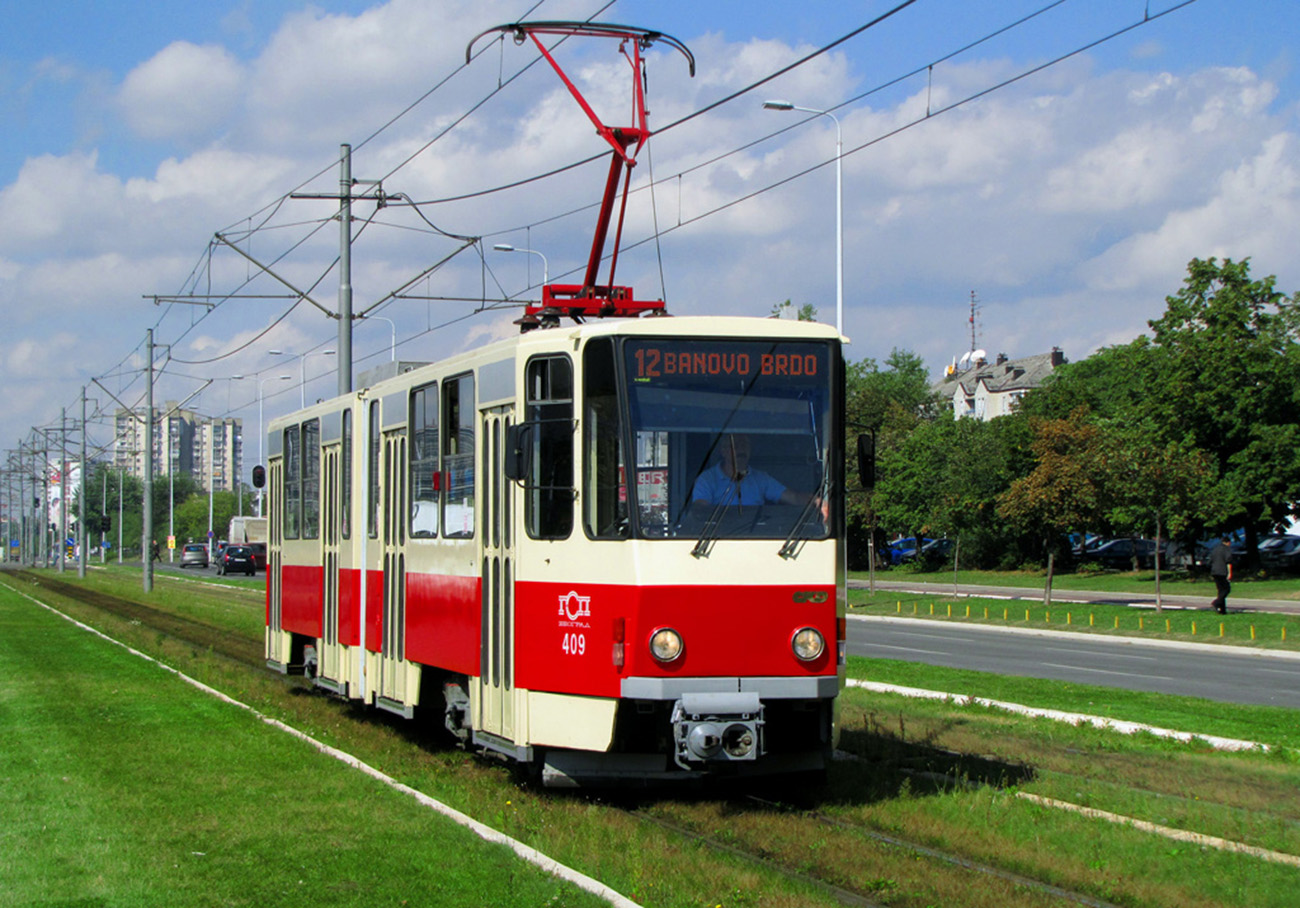
Tatra KT4, маршрут № 12, 2011 год
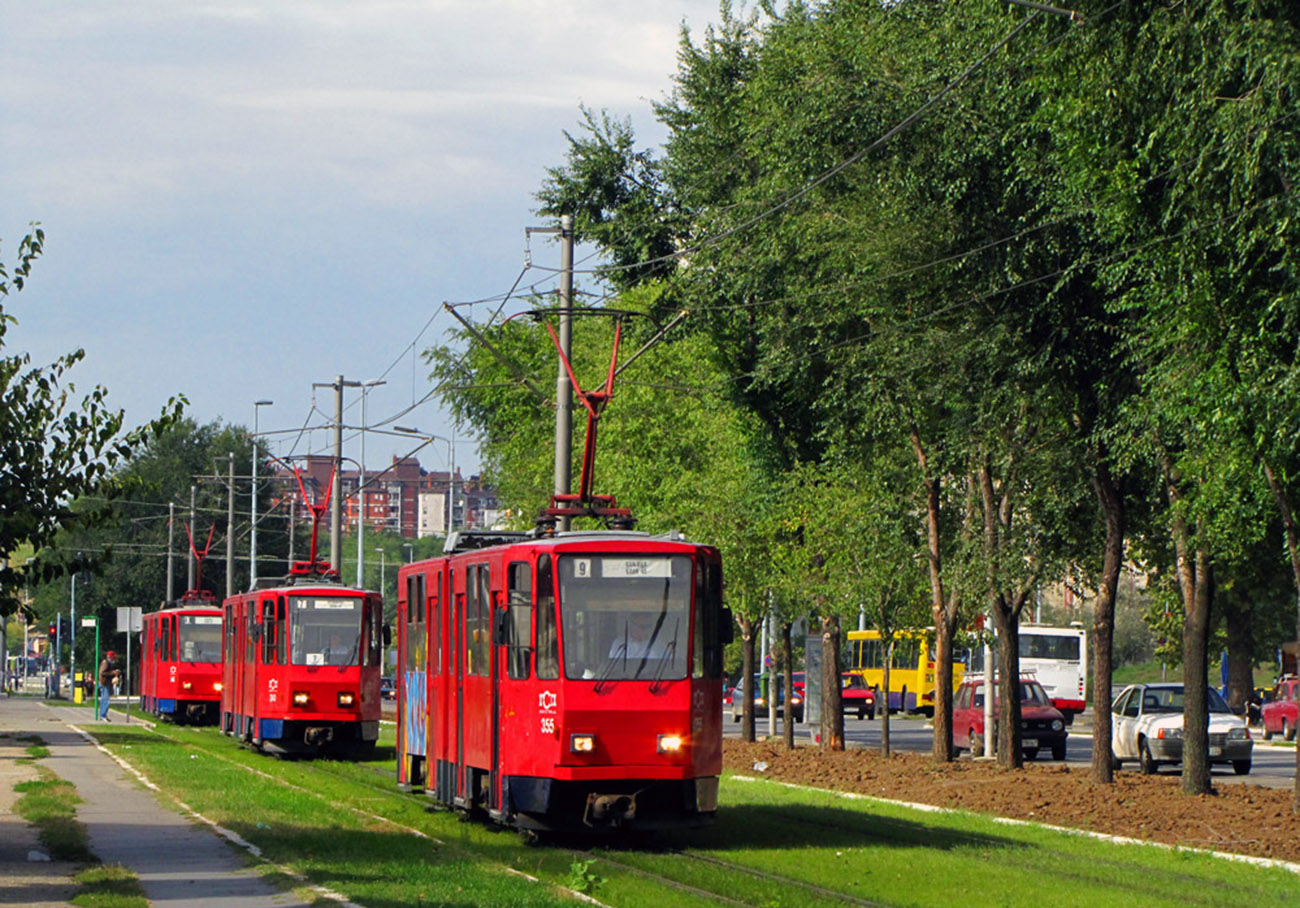
Травмваи Tatra KT4 в изменённой окраске
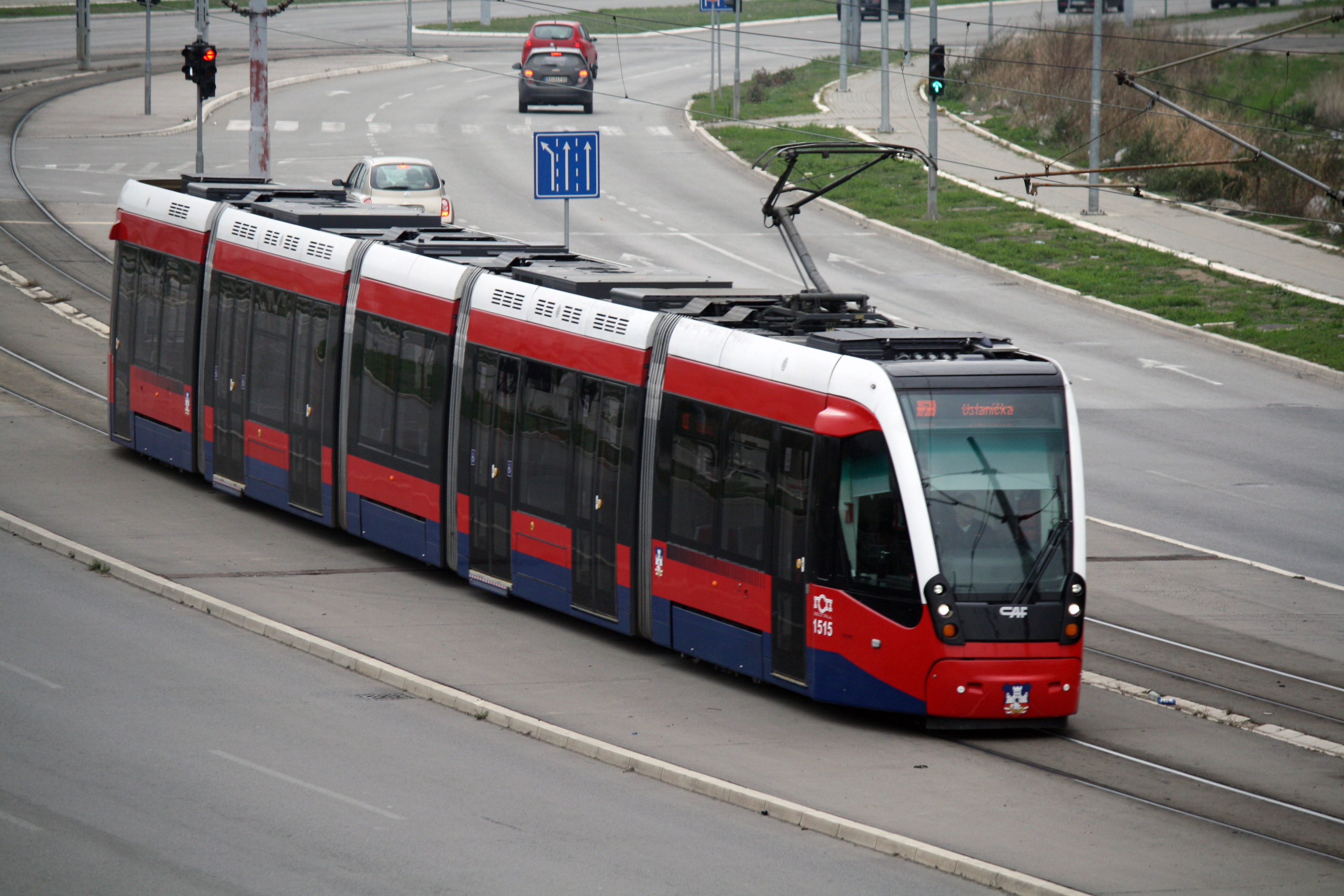
Белградский трамвай CAF Urbos 3 , маршрут № 7
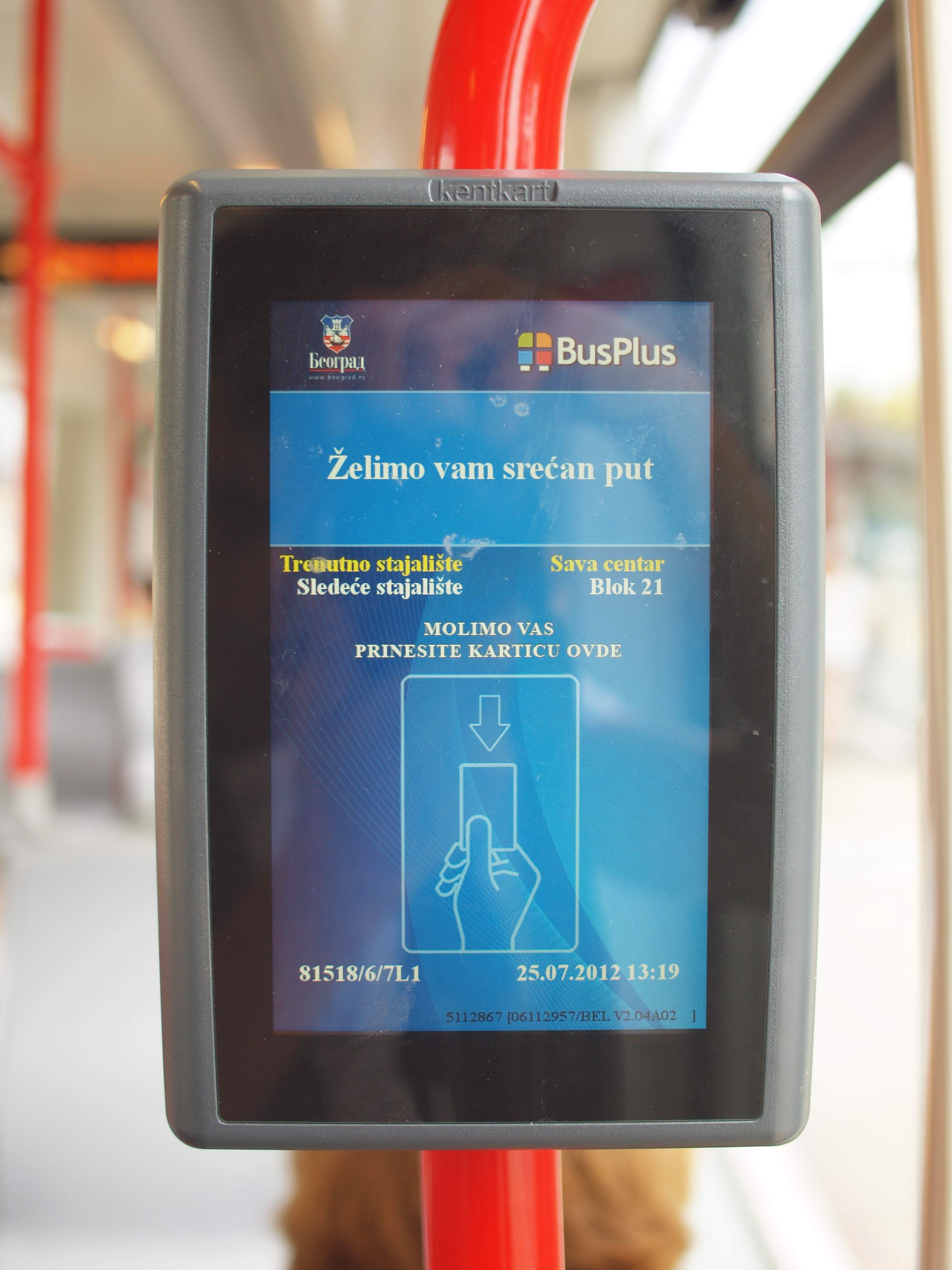
Валидатор, принимающий карты «БусПлус», в салоне
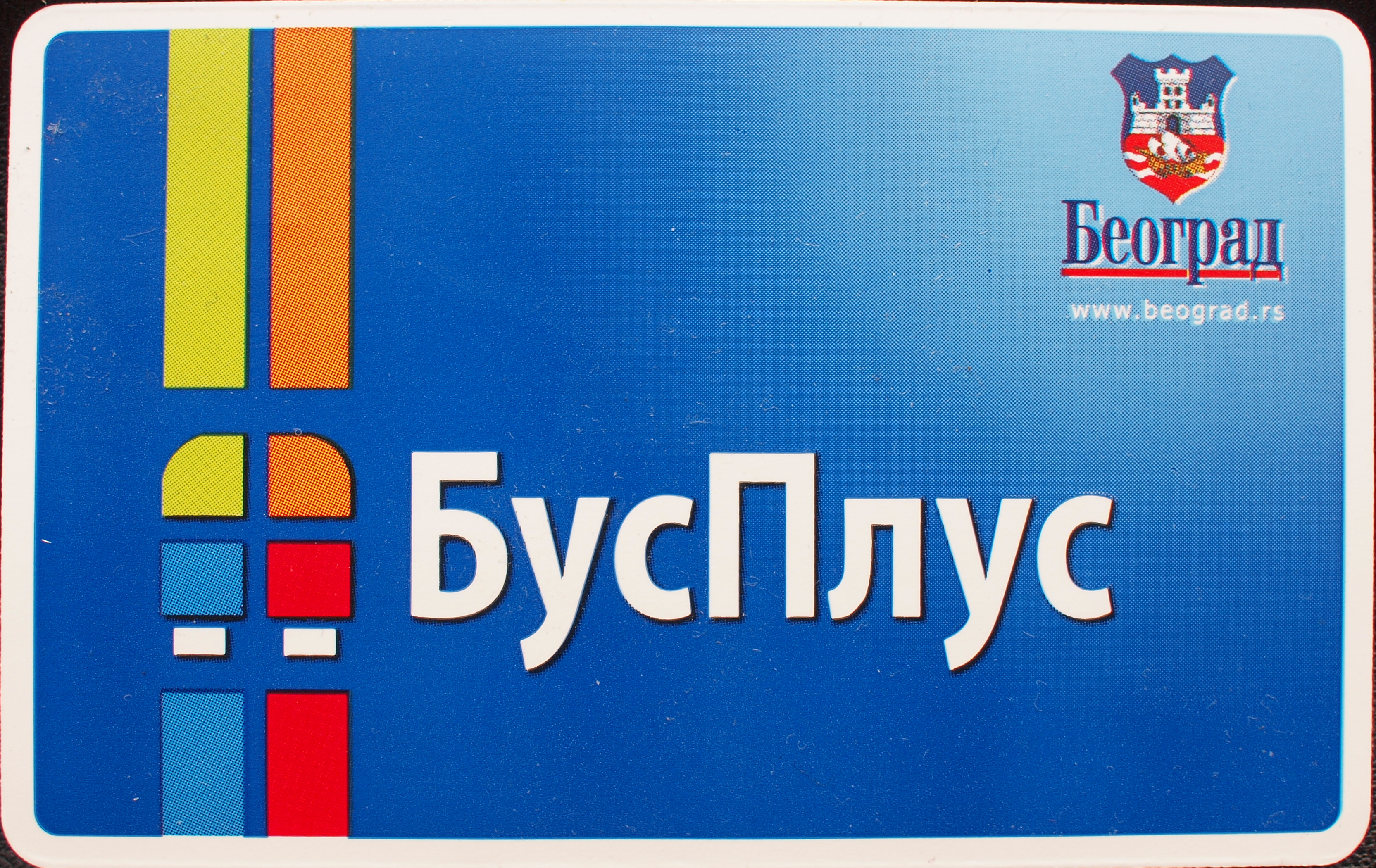
Карта «БусПлус»
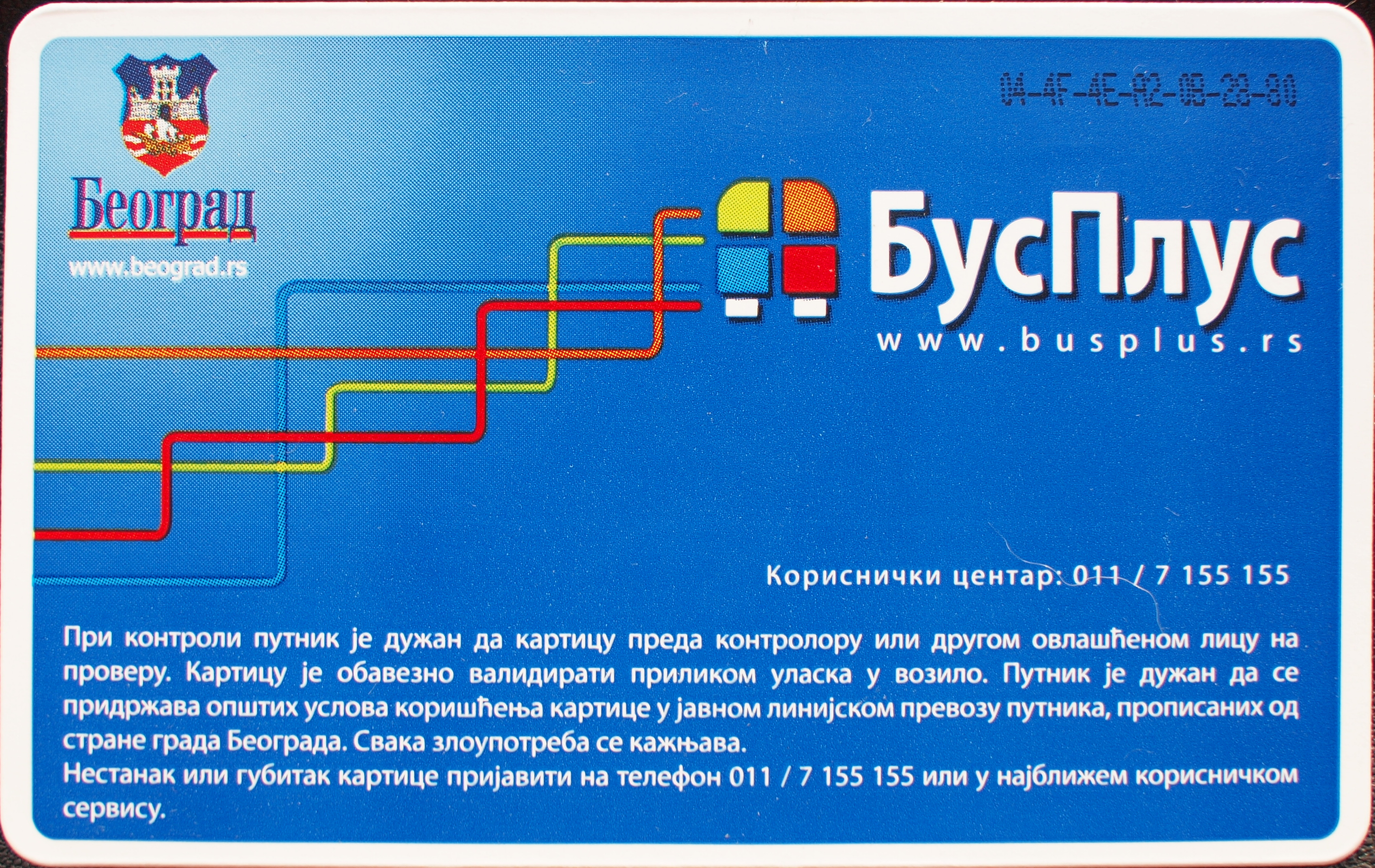
Карта «БусПлус», оборотная сторона

## Оплата проезда
Система общественного транспорта Белграда разделена на две тарифные зоны А и В.
Для оплаты проезда используются разные типы оплаты, от моментальной безналичной, до приобретения годовых бумажных билетов. В прошлом использовались пополняемые пластиковые бесконтактные карты. А так же была возможность приобрести бумажный билет у водителя. По состоянию на 2024 год основные функции оплаты выполняет приложение для смартфона BeogradPlus, которое возможно сделать персонализированным, зарегистрировав аккаунт, так и использовать в неперсонализированном режиме. Так же действует возможность оплаты проезда при помощи смс-сообщения, с текстом А90 или B90, на номер 9011; где литера означает тарифную зону, а число — длительность поездки. В ночных маршрутах долгое время оплата проезда была возможна только по обязательному наличному расчету: вход осуществлялся через ближайшую к водителю дверь и пассажир пропускался только по факту оплаты. По состоянию на 2024 год данный режим упразднён.
Цена приобретаемого билета зависит от его длительности (от 90 минут) и количества зон.
С осени 2018 года введена возможность оплаты по банковской карте и мобильному телефону.
Весной 2023 года была проведена очередная реорганизация системы оплаты проезда. Была упразднена, заменившая карту «БусПлус», карта бесконтактного проезда «Београдска картица». И заново введена в употребление система «БусПлус», однако, теперь в виде приложения для смартфона Beograd Plus. Оплата проезда осуществляется посредством СМС-сообщения или через данное приложение. Однако некоторое время спустя общественный транспорт стали оснащать так же POS-терминалами. Стоимость базового временного билета (1 городская зона из двух, длительность 90 минут), по состоянию на 2024 годы, составляет 50 динаров. Дневного билета на одну зону — 120 динаров.
С 1 февраля 2012 года на всем общественном транспорте была установлена работа билетных инспекторов, задействованных в рамках Руководства по тарифной системе для пассажирских пассажирских перевозок общего пользования в городе Белград. В 2024 году штраф за неоплаченный проезд составлял 1000 динаров, с возможностью уплатить только половину суммы в срок до восьми дней.